# Важка атлетика на літніх Олімпійських іграх 1928
Змагання з важкої атлетики на літніх Олімпійських іграх 1928 відбулися 28-29 липня в Крахтспортґебауві. Змагалися тільки чоловіки. Розіграно 5 комплектів нагород.

## Медальний залік
| Дисципліни                 | Золото                        | Срібло                    | Бронза                          |
| -------------------------- | ----------------------------- | ------------------------- | ------------------------------- |
| Напівлегка вага до 60 кг   | Франц Андрисек · Австрія      | П'єріно Габетті · Італія  | Ганс Вельперт · Німеччина       |
| Легка вага до 67,5 кг      | Ганс Гас · Австрія            | не нагороджували          | Фернан Арну · Франція           |
| Легка вага до 67,5 кг      | Курт Гельбіґ · Німеччина      | не нагороджували          | Фернан Арну · Франція           |
| Середня вага до 75 кг      | Роже Франсуа · Франція        | Карло Галімберті · Італія | Ґюс Шеффер · Нідерланди         |
| Напівважка вага до 82,5 кг | Ель-Саєд Носсейр · Єгипет     | Луї Остен · Франція       | Ян Вергейєн · Нідерланди        |
| Важка вага понад 82,5 кг   | Йозеф Штрасберґер · Німеччина | Арнольд Лухаяер · Естонія | Ярослав Скобла · Чехословаччина |

## Країни-учасниці
Кожній країні дозволялося заявили в одній ваговій категорії щонайбільше двох спортсменів. П'ять країн заявили максимально можливу кількість - 10 спортсменів.
Змагалися 92 важкоатлети з 19-ти країн:
| - Аргентина (2) - Австрія (10) - Бельгія (8) - Чехословаччина (6) - Данія (1) - Єгипет (2) - Естонія (4) - Франція (10) - Німеччина (10) - Велика Британія (5) |  | - Італія (6) - Латвія (1) - Литва (1) - Люксембург (3) - Нідерланди (10) - Португалія (1) - Швеція (2) - Швейцарія (10) - Туреччина (1) |

## Таблиця медалей
| Місце               | Країна               | Золото | Срібло | Бронза | Загалом |
| ------------------- | -------------------- | ------ | ------ | ------ | ------- |
| 1                   | Німеччина (GER)      | 2      | 0      | 1      | 3       |
| 2                   | Австрія (AUT)        | 2      | 0      | 0      | 2       |
| 3                   | Франція (FRA)        | 1      | 1      | 1      | 3       |
| 4                   | Єгипет (EGY)         | 1      | 0      | 0      | 1       |
| 5                   | Італія (ITA)         | 0      | 2      | 0      | 2       |
| 6                   | Естонія (EST)        | 0      | 1      | 0      | 1       |
| 7                   | Нідерланди (NED)     | 0      | 0      | 2      | 2       |
| 8                   | Чехословаччина (TCH) | 0      | 0      | 1      | 1       |
| Загалом (8 збірних) | Загалом (8 збірних)  | 6      | 4      | 5      | 15      |